# Brusnica (Lopare)
Pour les articles homonymes, voir Brusnica.
Brusnica (en serbe cyrillique : Брусница) est un village de Bosnie-Herzégovine. Il est situé dans la municipalité de Lopare et dans la république serbe de Bosnie. Selon les premiers résultats du recensement bosnien de 2013, il compte 388 habitants.
Avant la guerre de Bosnie-Herzégovine, le village était entièrement rattaché à la municipalité de Lopare ; à la suite des accords de Dayton (1995), une partie de son territoire a été rattachée à la municipalité de Čelić nouvellement créée et intégrée à la fédération de Bosnie-et-Herzégovine.

## Démographie

### Évolution historique de la population dans la localité
| 1948 | 1953 | 1961 | 1971 | 1981 | 1991 | 2013 |
| ---- | ---- | ---- | ---- | ---- | ---- | ---- |
| -    | -    | 444  | 536  | 533  | 488  | 388  |

|  |